# Liste der Stolpersteine in Hamburg-Hummelsbüttel
Die Liste der Stolpersteine in Hamburg-Hummelsbüttel enthält alle Stolpersteine, die im Rahmen des gleichnamigen Kunst-Projekts von Gunter Demnig in Hamburg-Hummelsbüttel verlegt wurden. Mit ihnen soll Opfern des Nationalsozialismus gedacht werden, die in Hamburg-Hummelsbüttel lebten und wirkten.
Diese Seite ist Teil der Liste der Stolpersteine in Hamburg, da diese mit insgesamt 7139 (Stand: März 2025) Steinen zu groß würde und deshalb je Stadtteil, in dem Steine verlegt wurden, eine eigene Seite angelegt wurde.
| Adresse        | Person(en)  | Inschrift | Bilder                       | Anmerkung                            |
| -------------- | ----------- | --- | ---------------------------- | ------------------------------------ |
| Stiegstück 3 · | Helga Meyer | Hier wohnte Helga Meyer Jg. 1918 eingewiesen 1941 Alsterdorf 'verlegt' 16.8.1943 Am Steinhof Wien ermordet 11.9.1944 | Stolperstein für Helga Meyer | Eintrag auf stolpersteine-hamburg.de |